# Azucarera San Torcuato
La azucarera San Torcuato es un antiguo complejo industrial situado en el municipio español de Guadix, en la provincia de Granada, comunidad autónoma de Andalucía. La planta San Torcuato fue construida a comienzos del siglo XX como una fábrica azucarera, aunque tuvo una corta existencia operativa en esta función. Con posterioridad las instalaciones han sido empleadas para otros fines, encontrándose abandonadas en la actualidad.

## Historia
Hacia finales del siglo XIX se desarrolló la industria azucarera en la región andaluza, con la construcción de plantas industriales para el tratamiento de la caña de azúcar y, más tarde, de la remolacha azucarera. En el año 1900 se constituyó Sociedad Anónima Fábrica Azucarera de San Torcuato y se inició la construcción de una fábrica azucarera en el municipio granadino de Guadix. La planta sería inaugurada un año más tarde, el 16 de julio de 1901. Las instalaciones se encontraban situadas a un kilómetro del casco urbano, cerca de la estación de ferrocarril y de la línea Linares-Almería.
Durante sus primeros tiempos la producción vivió un importante auge, nutriéndos de la remolacha que se cultivaba en la vega de Guadix. Las instalaciones, que desde 1904 formaban parte de la Sociedad General Azucarera de España, acabaron siendo clausuradas hacia 1914 debido a los problemas que atravesaba el mercado por la superproducción. Este hecho también coincidió con el inicio de actividad de la azucarera de Benalúa de Guadix. Tras su clausura, el recinto ha conocido otros usos, siendo empleado como zona militar durante la Guerra Civil, brevemente como campo de concentración franquista al finalizar esta y a continuación como cárcel del Partido judicial de Guadix.